# Diário Económico
O Diário Económico foi um dos jornais económicos portugueses de referência, com versões em papel e online (www.economico.pt). Detinha também a televisão (Económico TV).
Descontinuou a publicação da sua edição de sábado em Dezembro de 2010.
Em 18 de março de 2016, após 27 anos de publicação, saiu a última edição em papel do Diário Económico, passando a estar disponível apenas na Internet e na televisão (Económico TV).  A edição online e a Económico TV encerraram em setembro e outubro de 2016, respetivamente.

## Proprietário e sede
O Diário Económico ficava sediado na Rua Vieira da Silva, n.º 45 em Lisboa. Era propriedade da empresa S.T. & S.F. - Sociedade de Publicações. 
Era o jornal com maior circulação de informação económica e financeira em Portugal, com audiência superior de cerca de 220 mil leitores por dia em 2010.
O último director foi Raul Vaz.

## Cadernos e suplementos
O Diário Económico tinha um caderno. Uma vez por mês, tinha um suplemento em formato revista a "Fora de Série" mas editou vários suplementos e alguns livros económicos e financeiros.